# Dicaelotus laevifrons
Dicaelotus laevifrons är en stekelart som först beskrevs av Gabriel Strobl 1901.  Dicaelotus laevifrons ingår i släktet Dicaelotus och familjen brokparasitsteklar. Inga underarter finns listade i Catalogue of Life.